# マタタビラクトン

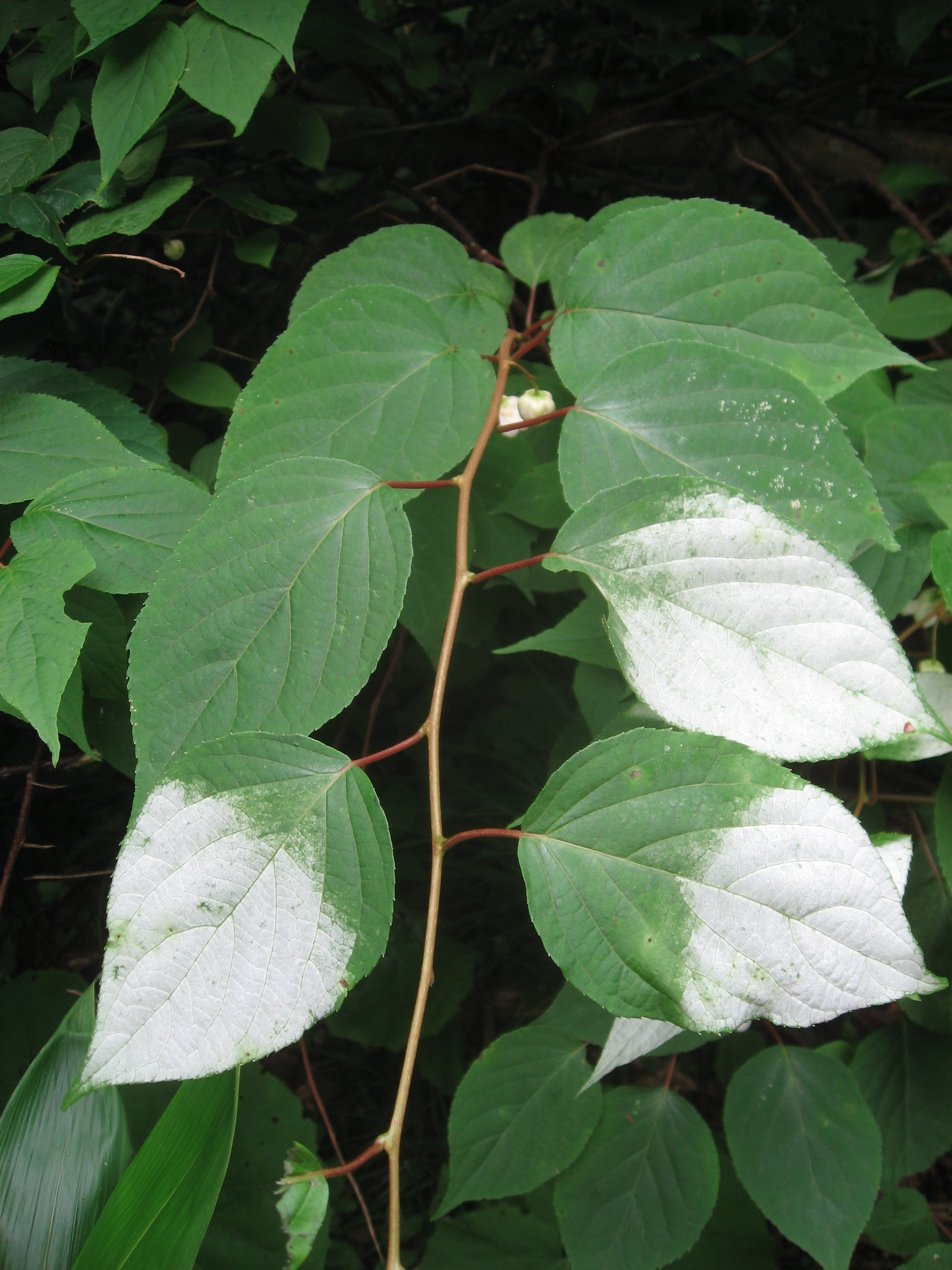
マタタビの葉

マタタビラクトンは、ネコ科の動物を陶酔させる物質の総称である。単一の物質ではないため、マタタビラクトン類とも呼ぶ。

## 発見と構造
ネコ科の動物にマタタビ（Actinidia polygama ）を与えるとマタタビ反応と呼ばれる酩酊したような状態となり、マタタビ踊りという反応を示す。
1914年、東京帝国大学医科大学の清水茂松がマタタビの麻酔作用成分についてマタタビ酸 (C28H40O8)を得たと論文で発表したが、その後の研究ではマタタビ酸なるものは得られていなかった。
目武雄らの1964年の研究によれば、マタタビから抽出した「β-フェニルエチルアルコール」「マタタビラクトン」、「アクチニジン」という成分に対してネコが反応を示すことが分かった。後者の2物質は目らの命名である。β-フェニルエチルアルコールはバラの芳香成分として既に知られていた。研究によりマタタビラクトンは、イリドミルメシン、イソイリドミルメシン、ネペタラクトンなどの混合物であることが分かったため、マタタビラクトン類と呼称することにしている。

アクチニジン
ネペタラクトン
イリドミルメシン

## 生物活性

ネペタラクトールの構造

ネコがマタタビに特異な反応を示す理由、その生物学的な意義については長い間全く分かっていなかった。2021年、研究者らは、ネコにマタタビ反応を誘起する強力な活性物質としてネペタラクトールを初めて同定した。ネペタラクトールは蚊を忌避する活性を示すことから、ネコのマタタビ反応は寄生虫や伝染病を媒介する蚊から身を守るための行動であることが示唆された。